# Општина Добрин (Салаж)
Добрин (рум. Dobrin) општина је у Румунији у округу Салаж.
Oпштина се налази на надморској висини од 296 m.